# 1972년 동계 올림픽 오스트리아 선수단
1972년 동계 올림픽 오스트리아 선수단은 일본 삿포로에서 개최된 1972년 동계 올림픽에 참가한 올림픽 오스트리아 선수단이다.

## 스피드스케이팅
- 오트마 브라우네커

## 참고 자료
- 올림픽 공식 보고서 보관됨 2012-02-04 - 웨이백 머신
- (영어) “Austria at the 1972 Sapporo Winter Games”. SR/Olympic Sports. 2010년 2월 1일에 원본 문서에서 보존된 문서. 2011년 10월 15일에 확인함.